# قائمة حوادث سكك حديد مصر
هي حوادث القطارات الواقعة على سكك الحديد المصرية.

## تاريخ الحوادث
التسعينات
- في ديسمبر 1993 قتل 12 وأصيب 60 في تصادم قطارين على بعد 90 كيلومترا شمالي القاهرة.
- في ديسمبر 1995 قتل 75 راكبا وأصيب المئات في تصادم قطار بمؤخرة قطار آخر، وأكدت التحقيقات وقتها أن المسئولية تقع على سائق القطار الذي قام بتجاوز السرعة المسموح بها رغم وجود ضباب كثيف مما لم يمكنه من اتخاذ الإجراءات اللازمة في الوقت المناسب.
- في فبراير 1997 في محافظة أسوان أدى خلل بشرى وخلل في الإشارات إلى وقوع تصادم بين قطارين شمال مدينة أسوان مما أدي إلى وقوع 11 قتيلا على الأقل والعديد من الإصابات.
- في أكتوبر 1998 بمحافظة الإسكندرية اصطدم قطار بالقرب من الإسكندرية بأحد المصدات الأسمنتية الضخمة مما أدى إلى اندفاعها نحو المتواجدين بالقرب من المكان، وخروج القطار نحو إحدى الأسواق المزدحمة بالبائعين المتجولين مما أدى إلى مقتل 50 شخصا وإصابة أكثر من 80 مصابا ومعظم الضحايا ممن كانوا بالسوق أو اصطدمت بهم المصدة الإسمنتية، وأرجعت التحقيقات في وقتها إلى عبث أحد الركاب المخالفين في الركوب بالعبث في فرامل الهواء بالقطار.
- في إبريل 1999 أدى تصادم قطارين من قطارات الركاب إلى مقتل 10 من ركاب القطار وإصابة أكثر من 50 مصابا معظمهم حالاتهم خطرة.
- في نوفمبر 1999 اصطدم قطار متجه من القاهرة إلى الإسكندرية بشاحنة نقل وخرج عن القضبان متجها إلى الأراضي الزراعية مما أسفر عن وقوع 10 قتلى وإصابة 7 آخرين كانت حالتهم خطرة.

2002
- في فبراير 2002 العياط تعد حادثة قطار الصعيد التي وقعت بالعياط - 70 كم جنوبي القاهرة- الأسوأ من نوعها في تاريخ السكك الحديدية المصرية، حيث راح ضحيتها أكثر من ثلاثمائة وخمسين مسافرا بعد أن تابع القطار سيره لمسافة 9 كيلومترات والنيران مشتعلة فيه؛ وهو ما اضطر المسافرون للقفز من النوافذ، ولم تصدر حصيلة رسمية بالعدد النهائي للقتلى، واختلف المحللون في عدد الضحايا حيث ذكرت بعض المصادر أن عدد الضحايا يتجاوز 1000 قتيل وإن لم يصدر بيان رسمي بعدد الضحايا وهذا ما آثار الشكوك في الحصيلة النهائية في عدد الضحايا من الراكبين. انظر حريق قطار الصعيد.

2006
- في فبراير 2006 الإسكندرية اصطدم قطاران بالقرب من مدينة الإسكندرية مما إدى إلى إصابة نحو 20 شخصا.
- في مايو 2006 بالشرقية اصطدم قطار الشحن بآخر بإحدى محطات قرية الشهت بمحافظة الشرقية مما أي إلى إصابة 45 شخصا.
- في أغسطس 2006 وفي طريق المنصورة-القاهرة اصطدم قطاران أحدهما قادم من المنصورة متجها إلى القاهرة والآخر قادم من بنها على نفس الاتجاه مما أدى إلى وقوع تصادم عنيف بين القطارين، واختلفت الإحصاءات عن عدد القتلى فقد ذكر مصدر أمنى أن عدد القتلى بلغ 80 قتيلا وأكثر من 163 مصابا بينما قالت وكالة أنباء الشرق الأوسط الرسمية: إن 51 لقوا حتفهم، في حين ذكرت قناة «الجزيرة» الفضائية أن عدد القتلى بلغ 65 قتيلا.

2007
- في يوليو 2007 القاهرة اصطدام قطارين شمال مدينة القاهرة والذي وقع صباح الاثنين وراح ضحيته 58 شخصا كما جرح أكثر من 140 آخرين. انظر تصادم قطاري قليوب.

2009
- في أكتوبر 2009 تصادم قطارين في منطقة العياط على طريق القاهرة- أسيوط وأدى إلى مقتل 30 شخصا وإصابة آخرين، حيث تعطل القطار الأول وجاء الثاني ليصطدم به من الخلف وهو متوقف مما أدى لانقلاب أربع عربات من القطار الأول. انظر تصادم قطاري العياط 2009

2012
- في 11 نوفمبر 2012 تصادم قطارين بالفيوم نجم عنه مقتل 4 مواطنين وجرح العشرات، وكان التصادم بين قطار متجه إلى الإسكندرية وآخر إلى الفيوم، ووقع بين قريتي سيلا والناصرية بمركز الفيوم. ويوجد اختلاف حول سبب الحادث
- في 17 نوفمبر 2012 عند مزلقان قرية المندرة التابعة لمركز منفلوط بمحافظة أسيوط، واصطدم فيه قطار تابع لسكك حديد مصر بحافلة مدرسية. راح ضحيته نحو 50 تلميذًا إضافة إلى سائق الحافلة ومُدرّسة كانت برفقة التلاميذ.

2013
- في 14 يناير 2013 حادث تصادم مع قطار تجنيد في البدرشين يودي بحياة 17 مجندا ويجرح أكثر من 100.
- في 18 نوفمبر 2013 حادث تصادم مع سيارتين أودى بحياة أكثر من 27 شخصا وجرح أكثر من 30.

2016
- في 7 سبتمبر 2016 انحرف قطار عن مساره نتيجة للسرعة الزائدة عند منطقة كوبري البليدة بالعياط مما أدى إلى انقلاب القطار وخلف الحادث 5 وفيات و 27 إصابة [1]

2017
- في 11 أغسطس 2017 حادث تصادم بين قطار ركاب قطار 13 اكسبريس القاهرة/الإسكندرية بمؤخرة قطار رقم 571 بورسعيد/الإسكندرية بالقرب من محطة خورشيد على خط القاهرة/الإسكندرية، أودى بحياة 41 شخصاً وإصابة 132 آخرين.[2]
- في 31 أغسطس 2017 حادث تصادم بين قطار مطروح بسيارة ملاكي بالإسكندرية أثناء محاولة اجتيازها مزلقان الحضرة الجديدة، مما أودى بحياة سائق السيارة الملاكي وإصابة اثنين آخرين.[3]

2018
- في 28 فبراير 2018 وقع حادث تصادم قطار بضائع بآخر ركاب بمنطقة كوم حمادة، بمحافظة البحيرة، أسفر عن وفاة 12 وإصابة 39.[4]

2019
- في 27 فبراير 2019 وقع حادث تصادم قطار بالحاجز الإسمنتي بمحطة رمسيس أدى إلى وفاه 28 وإصابة 52 آخرين.[5]
- في 27 فبراير 2019 وقع حادث تصادم قطار بسيارة نقل على خط سكة حديد «مطروح - الإسكندرية»، أدى إلى مصرع شخص وإصابة 6 آخرين.[6]

2021
- في 26 مارس 2021: اصطدام قطار مكيف بقطار ركاب من الخلف بدائرة مركز طهطا بسوهاج، ما نتج عنه خروج 3 عربات عن القضبان، راح ضحية الحادث 32 مواطنًا وأصيب 108 مواطن.[7]
- في 18 أبريل 2021: خرج قطار متجه من القاهرة الي المنصورة عن القضبان، قرب محطة سكة حديد طوخ، وراح ضحية الحادث عدد من المواطنين بالإضافة إلى إصابة ما يقرب من 103 أشخاص.

2022
- في 17 يونيو 2022 شهدت مدينة ملوي بالمنيا، جنوب مصر، مصرع 4 أشخاص دهساً تحت عجلات القطار بمزلقان شرق المحطة.[8]

2023
- في 7 مارس 2023 اصطدم قطار رقم 557/3027 ركاب بنهاية السكة بمحطة قطار مدينة قليوب بمحافظة القليوبية،[9] ونتج عنه وفاة أربعة أشخاص وإصابة 23 آخرين.[10]

2024
في 14 سبتمبر 2024 اصطدم قطار ركاب رقم 281 المتجه من الزقازيق إلى الإسماعيلية بقطار ركاب رقم 336 المتجه من المنصورة إلى الزقازيق عند بلوك 5 بمنطقة الكوبري الجديد بمدينة الزقازيق، وأسفر عن وقوع 4 حالات وفاة على الأقل وإصابة 49 آخرين.

في 13 أكتوبر 2024 اصطدم قطاران بالقرب من مزلقان ماقوسة بمحافظة المنيا مما أسفر عن وقوع إصابات وسقوط عربتين من إحدى القطارين في ترعة الإبراهيمية